# Центральный парк культуры и отдыха (Йошкар-Ола)
Центральный парк культуры и отдыха имени XXX-летия ВЛКСМ — парк культуры и отдыха, расположенный в центральной части города Йошкар-Олы Республики Марий Эл. Объект культурного наследия регионального значения.

## История

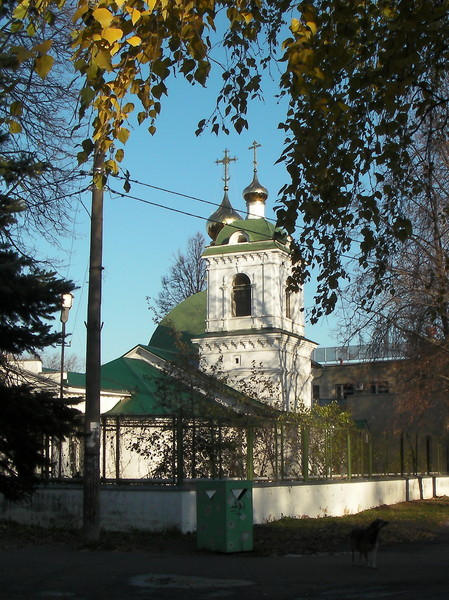
Тихвинская церковь 1774 года постройки.

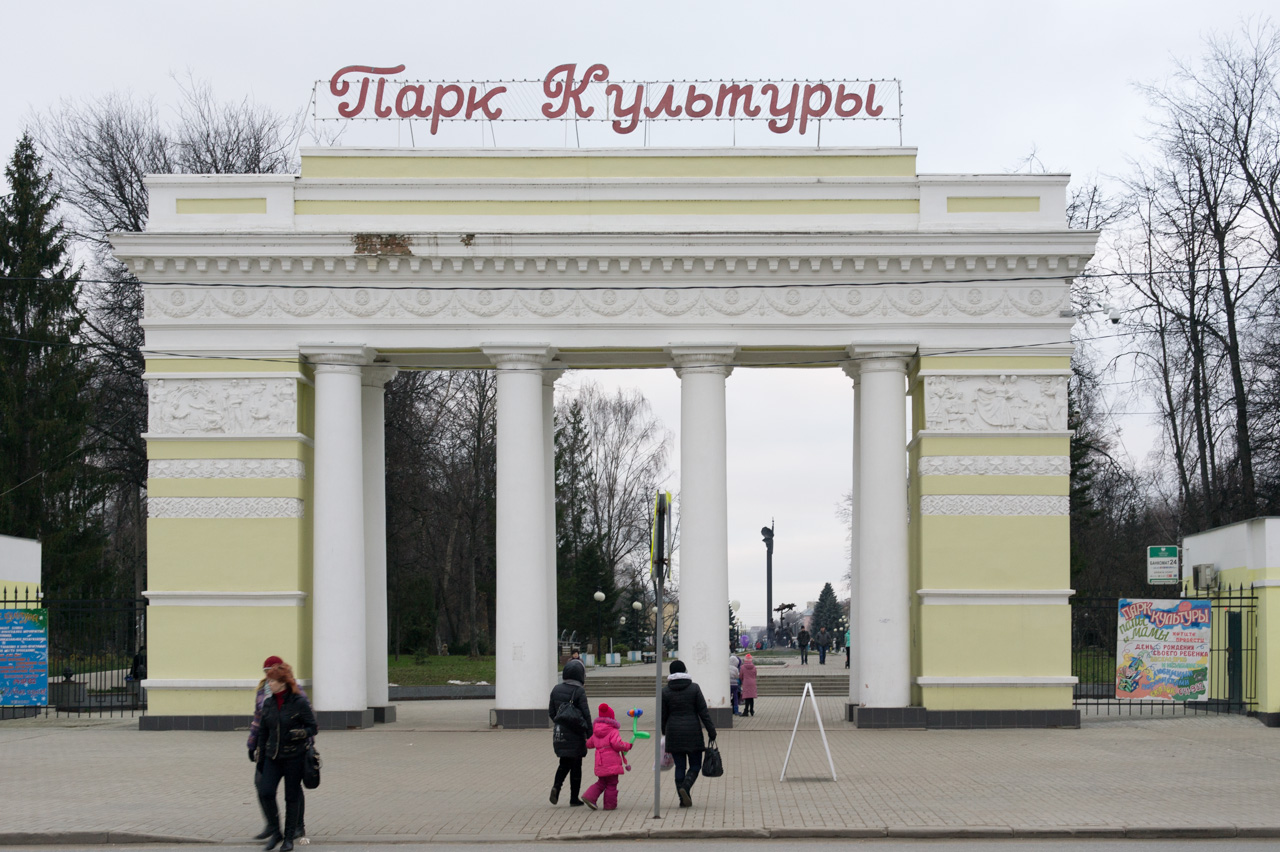
Арка главного входа.

До Революции 1917 года северная часть современной территории парка была занята кладбищем, которое 28 ноября 1926 года решением Йошкар-Олинского горисполкома было закрыто, при этом найденные останки перезахоронили на Марковском кладбище города. Стоявшая возле некрополя церковь Тихвинской иконы Божией Матери пришла в запустение, лишилась своей главы и колокольни, превратившись в дальнейшем в склад.
В 1932 году в Йошкар-Олу из Казани был переведён Поволжский лесотехнический институт им. М. Горького; созданный пятью годами ранее в северной части современного парка дендрологический питомник был определён в его ведение. 19 октября 1940 года питомник был передан Горкомхозу для организации городского Парка культуры и отдыха: на территории в 6,5 га было высажено около ста различных пород кустарников и деревьев.
В июне 1941 года город готовился к праздничным мероприятиям, посвящённым двадцатилетию создания Марийской АССР. Однако одно из приуроченных к этой дате событий — торжественное открытие Парка культуры и отдыха, намеченное на 22 июня, — было сорвано начавшейся Великой Отечественной войной.
Постановлением Правительства Республики Марий Эл N 162 от 27 июня 2007 года Парк имени XXX-летия ВЛКСМ был отнесён к объектам культурного наследия регионального значения.

## Описание
Парк расположен в квартале, ограниченном улицами Комсомольской, Первомайской, Кремлёвской и Пушкина города Йошкар-Олы.